# Hobbs
Hobbs är en stad i den amerikanska delstaten New Mexico med en yta av 49,0 km² och en befolkning, som uppgår till cirka 34 000 invånare (2010). 
Staden är belägen i Lea County i den sydöstligaste delen av delstaten cirka 5 km väster om gränsen till Texas.
Cirka 42 procent av befolkningen i staden kallar sig hispanic or latino och 7 % är afroamerikaner. Av befolkningen lever cirka 24 procent under fattigdomsgränsen. 